# Unter Verdacht: Ohne Vergebung
Ohne Vergebung ist ein deutscher Fernsehfilm von Andreas Herzog aus dem Jahr 2013. Es handelt sich um die zwanzigste Episode der ZDF-Kriminalfilmreihe Unter Verdacht mit Senta Berger als Dr. Eva Maria Prohacek in der Hauptrolle.

## Handlung
In dem fiktionalen Münchner Vorort Wallershofen wird der Sexualstraftäter Friedrich Schmolzer aus seiner Haft entlassen. In dem Ort sind alle schockiert, wütend und verängstigt über die Tatsache. Als der dort ansässige Polizist Walter Maiberger Schmolzer vor den Augen der Anwohner fast tot prügelt, nimmt Dr. Eva Maria Prohacek die Ermittlungen auf. Die Bewohner von Wallershofen bestreiten jegliche Beobachtungen gemacht zu haben, und auch Maiberger weist jede Schuld von sich.

## Hintergrund
Der Film wurde vom 28. August 2012 bis zum 28. September 2012 in München und Umgebung gedreht. Die Folge wurde am 25. Oktober 2013 um 20:15 Uhr auf arte erstausgestrahlt.

## Kritik
Die Kritiker der Fernsehzeitschrift TV Spielfilm vergaben dem Film die bestmögliche Wertung, sie zeigten mit dem Daumen nach oben. Sie konstatierten: „Ein ambivalenter und emotional aufwühlender Fall der Ausnahmereihe“ und zogen das Resümee: „Dramatisch und wie immer dicht am Leben“.